# Tor San Giovanni

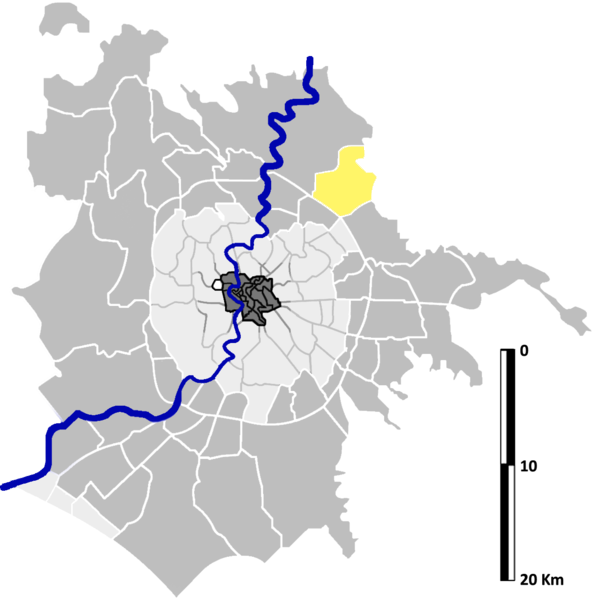
Localisation de Tor San Giovanni sur la carte administrative de Rome.

Tor San Giovanni est une zona di Roma (zone de Rome) située au nord-est de Rome dans l'Agro Romano en Italie. Elle est désignée dans la nomenclature administrative par Z.V et fait partie du Municipio III. Sa population est de 5 564 habitants répartis sur une superficie de 21,41 km2.
Il forme également une « zone urbanistique » désigné par le code 4.o, qui compte en 2010 : 837 habitants.

## Lieux particuliers
- Église Sant'Alessandro (1928) édifiée sur le site des catacombes de Saint-Alexandre.
- Église San Domenico di Guzman
- Église Sant'Enrico